# Where You Are (Sávežan)
Where You Are (Sávežan) är en låt framförd av Jon Henrik Fjällgren tillsammans med Arc North och Adam Woods i Melodifestivalen 2023. Låten som deltog i den första deltävlingen, gick direkt vidare till final.
Låten är skriven av Arc North, Calle Hellberg, Jon Henrik Fjällgren, Joy Deb, Oliver Belvelin, Richard Lästh, Tobias Lundgren och William Segerdahl.